# Fuglefjellet
Der Fuglefjellet (norwegisch für Vogelberg) ist ein Berg im ostantarktischen Königin-Maud-Land. In der Sverdrupfjella ragt er rund 11 km östlich des Roerkulten auf.
Aus der Luft fotografiert wurde der Berg bei der Deutschen Antarktischen Expedition 1938/39 unter der Leitung des Polarforschers Alfred Ritscher. Norwegische Kartografen, die ihn auch benannten, kartierten ihn anhand von Vermessungen und Luftaufnahmen der Norwegisch-Britisch-Schwedischen Antarktisexpedition (1949–1952) sowie Luftaufnahmen der Dritten Norwegischen Antarktisexpedition (1956–1960).